# Liste antiker Ortsnamen und geographischer Bezeichnungen/Ro
| Lateinischer Name    | Griechischer Name      | Beschreibung                                   | Heute                                                                      | Quellen und Verweise | Lage |
| -------------------- | ---------------------- | ---------------------------------------------- | -------------------------------------------------------------------------- | -------------------- | ---- |
| Robogdii             |                        |                                                |                                                                            | Smith;               |      |
| Robogdium Prom       |                        |                                                |                                                                            | Smith;               |      |
| Roboraria            |                        |                                                |                                                                            | Smith;               |      |
| Roboretum            |                        |                                                |                                                                            | Smith;               |      |
| Robrica              |                        |                                                |                                                                            | Smith;               |      |
| Robur                |                        | römische Festung am Rhenus                     | in der Nähe von Basel am Rhein                                             | Smith;               |      |
| Rodium               |                        |                                                |                                                                            | Smith;               |      |
| Rodumna              |                        |                                                |                                                                            | Smith;               |      |
| Roma                 | Ῥώμη (Rhōmē)           | Hauptstadt des römischen Reiches               | Rom in Italien                                                             | Smith;               |      |
| Romatinus            |                        |                                                |                                                                            | Smith;               |      |
| Romechium            |                        |                                                |                                                                            | Smith;               |      |
| Romula               |                        |                                                |                                                                            | Smith;               |      |
| Romulea, Sub Romulea | Ῥωμυλία (Rhōmylia)     | Stadt in Samnium                               | Bisaccia in Italien                                                        | Smith;               |      |
| Roscianum            |                        |                                                |                                                                            | Smith;               |      |
| Rostrum Nemaviae     |                        |                                                | Türkheim                                                                   | Smith;               |      |
| Rotomagus            |                        | Civitas des keltischen Stammes der Veliocasses | Rouen                                                                      | Smith;               |      |
| Roxolani             | Ῥωξολανοί (Rhōxolanoi) | sarmatischer Stamm                             | Siedlungsgebiet westlich des südrussischen Don im ukrainischen Steppenland | Smith;               |      |